# Elecciones municipales de Cuba de 1989
Las elecciones municipales de Cuba de 1989 se realizaron el 30 de abril y 7 de mayo de dicho año para elegir a los 13 815 miembros de las Asambleas Municipales del Poder Popular. Fueron las sextas elecciones de carácter local desde 1976. En aquellos municipios en donde no hubo un triunfador por mayoría absoluta, se realizó una segunda vuelta el 7 de mayo.
La participación total en esta elección alcanzó el 98,3%.

## Participación
Los datos oficiales de participación ciudadana en estas elecciones y número de delegados a elegir por provincia se resume en la siguiente tabla:
| Provincia           | Participación | Delegados |
| ------------------- | ------------- | --------- |
| Pinar del Río       | 99.5%         | 1276      |
| La Habana           | 98.8%         | 1039      |
| Ciudad de La Habana | 96.7%         | 1288      |
| Matanzas            | 98.8%         | 891       |
| Villa Clara         | 98.5%         | 1191      |
| Cienfuegos          | 98.9%         | 562       |
| Sancti Spíritus     | 99.3%         | 665       |
| Ciego de Ávila      | 98.4%         | 662       |
| Camagüey            | 98.7%         | 932       |
| Las Tunas           | 98.8%         | 697       |
| Holguín             | 98.0%         | 1343      |
| Granma              | 98.7%         | 1212      |
| Santiago de Cuba    | 98.7%         | 1152      |
| Guantánamo          | 99.4%         | 771       |
| Isla de la Juventud | 98.2%         | 134       |
| Total               | 98.3%         | 13 815    |